# Cattedrale di Cristo Re (Johannesburg)
La cattedrale di Cristo Re (in inglese: Cathedral of Christ The King) è la cattedrale cattolica di Johannesburg, in Sudafrica. La chiesa è sede della cattedra vescovile dell'arcidiocesi di Johannesburg.

## Storia
La cattedrale fu costruita nel 1958 a Berea, un sobborgo di Johannesburg. Il progetto per costruire il duomo è stato realizzato da David O'Leary nel 1937. La realizzazione della cattedrale fu rimandata a causa dello scoppio della seconda guerra mondiale e O'Leary morì nel 1950. La prima pietra fu posta nel 1958. La nuova cattedrale fu inaugurata nel 1960.